# Daimí Pernía
Daimí Pernía, född 27 december 1976, är en kubansk före detta friidrottare som tävlade i häcklöpning. 
Pernía tävlade på den längre distansen 400 meter häck och gjorde sitt livs lopp vid VM 1999 i Sevilla där hon sänkte sitt personliga rekord från 55,51 till 52,89 och blev världsmästare. Vid OS 2000 slutade Pernía på fjärde plats. Vid VM 2001 blev Pernía trea.